# Шпара Петро Юхимович
Петро́ Юхимович Шпа́ра  (народився 9 січня 1904, село Іванківці Хмельницької області — 1988, Харків) — український архітектор, головний архітектор Харкова (1955 — 1965).

## Життєпис
Народився в бідній селянській родині. Початкову освіту здобув у місцевій школі, з дитинства захоплювався малюванням.
У 1922 р. був зарахованмий до Кам'янець-Подільського художньо-промислового училища, але у зв'язку з відсутністю в ньому гуртожитку для студентів не став починати там навчання та вступив до рабфаку Кам'янець-Подільського сільськогосподарського інституту.
У 1923 р. після закінчення рабфаку вступив на архітектурний факультет Київського архітектурного інституту. Його викладачами були П. Ф. Альошин, О. М. Вербицький, В. Г. Кричевський, В. М. Риков.
У 1928—1929 рр. був направлений на будівництво будівель Бесарабської сільськогосподарської комуни імені Г. Котовського в м. Ободівці Вінницької області. Розроблений ним проєкт скотного двору на 240 голів отримав премію на Всеукраїнському конкурсі на найкращі будівлі для колгоспів.
Закінчив інститут у 1930 р., після чого був направлений на роботу до Харкова. Увійшов до складу авторського колективу проєктувальників житлового масиву "Новий Харків" (керівник Альошин). Працював у Воєнпроекті головним інженером відділу капітального будівництва авіаційного заводу, здійснив реконструкцію підприємства, запроєктував і побудував клуб-їдальню на 300 місць.
Працював у Діпромісті, де брав участь у проєктуванні міст Жданова (нині Маріуполь Донецької області) та Чернігова.
У 1930—1935 рр. викладав у Харківському інституту інженерів комунального господарства.
У 1934—1935 рр. брав участь у реконструкції колишньої будівлі Дворянського зібрання у Харкові (архітектор Є. О. Васильєв, початок XIX ст., перша реконстукція — О. В. Лінецький, 1922—1923) для розміщення в ньому Палацу піонерів.
У 1935—1940 працював спочатку будівництвом Дому кооперації у Харкові (у співавторстві) (зараз Північний корпус Харківського національного університету ім. В.Н. Каразіна)
У 1940 р. у співавторстві з Н. А. Лінецькою побудував триповерхову будівлю школи по вулиці Свєрдлова.
З початком німецько-радянської війни брав участь у маскуванні аеродромів та об'єктів оборонного призначення. Згодом організацію, в якій працював Шпара, евакуювали до Астрахані. Брав участь у виборі злітно-посадкових смуг для авіацІї в Астраханських степах, проєктував об'єкти різноманітного призначення.
Після першого визволення Харкова на початку 1943 р.був направлений туди для підготовки до відновлення міста. Під час повторної окупації Харкова у березні 1943 р. працював спочатку в Бєлгороді, а згодом у Старому Осколі та Воронежі. Наприкінці травня 1943 р. направлений до Москви, де здійснював технічний нагляд за будівництвом будинків на Фрунзенській набережній, які будувалися за проєктами архітектора Л. В. Руднєва. У серпні 1943 р. повернувся у звільнений Харків.
У повоєнні роки працював над відновленням та реконструкцією зруйнованих корпусів колишнього Дому кооперації з будівництвом нового центрального 15-поверхового корпусу (у співавторстві).
Брав участь у реконструкції Будинку судової палати та окружного суду (зведений у 1889—1902 рр. за проєктом архітекторів О. М. Бекетова, Ю. С. Цауне, В. В. Хрустальова), будівлі готелю «Асторія» (зведений у 1910—1913 роках, архітектори О. І. Ржепішевський та М. В. Васильєв) та низки інших будівель.
У 1955—1965 рр. працював на посаді головного архітектора Харкова. Брав участь у роботах з відновлення та реконструкції Харкова, проєктування та будівництва великих житлових масивів (зокрема Селекційної станції, Салтівського жилмасиву, Павлового поля), а також розробці генерального плану міста.
У 1964 р. повернувся до викладацької роботи в Харківському інституті інженерів комунального господарства.
Помер Шпара в 1988 р. у Харкові.

## Вибрані проєкти
- Забудова соцміста «Новий Харків» (1930, під керівництвом П. Ф. Альошина)[5]
- Палац піонерів у Харкові (реконструкція 1934, керівник О. В. Лінецький)
- Участь у проєктуванні та будівництві адміністративного комплексу Будинку кооперації на пл. Дзержинського в м. Харкові, та його відновлення та реконструкція.
- Генеральний план забудови і реконструкції міста Харків (1960—1964 у складі колективу)
- Проєкт 6-9-поверхового житлового 100-квартирного будинку на розі вулиць VII з'їзду рад (нині вул. Бориса Чичибабіна) та узвозу Пасинонарії (нині Клочківський узвіз) в м. Харкові[6] (за консультації академіка О. М. Бекетова).
- Проєкт 5-поверхового житлового будинку на 50 квартир по пров. Самокиша, 3 в м. Харкові.
- Проєкт реконструкції та реставрації колишнього Будинку судових установ на пл. Руднєва (нині майдан Небесної Сотні) у Харкові (автор — академік О. Бекетов).
- Реконструкція та реставрація фасадів колишнього готелю «Асторія» у Харкові (у співавторстві з В. Дюжих).
- Реконструкція будинку під Будинок офіцерів у м. Курську[7].
- Проєкт адміністративної будівлі в Архангельську,.
- Проєкт санаторію у Сімеїзї (у складі авторського колективу).
- Проєкт реконструкції та надбудови житлового будинку на вул. Сумській, 77/79 у Харкові.
- Будинки на вул. Весніна у Харкові (за участі М. Євтушенка).
- Будинок на вул. Сумській, 48 у Харкові (за участі П. І. Арєшкіна).

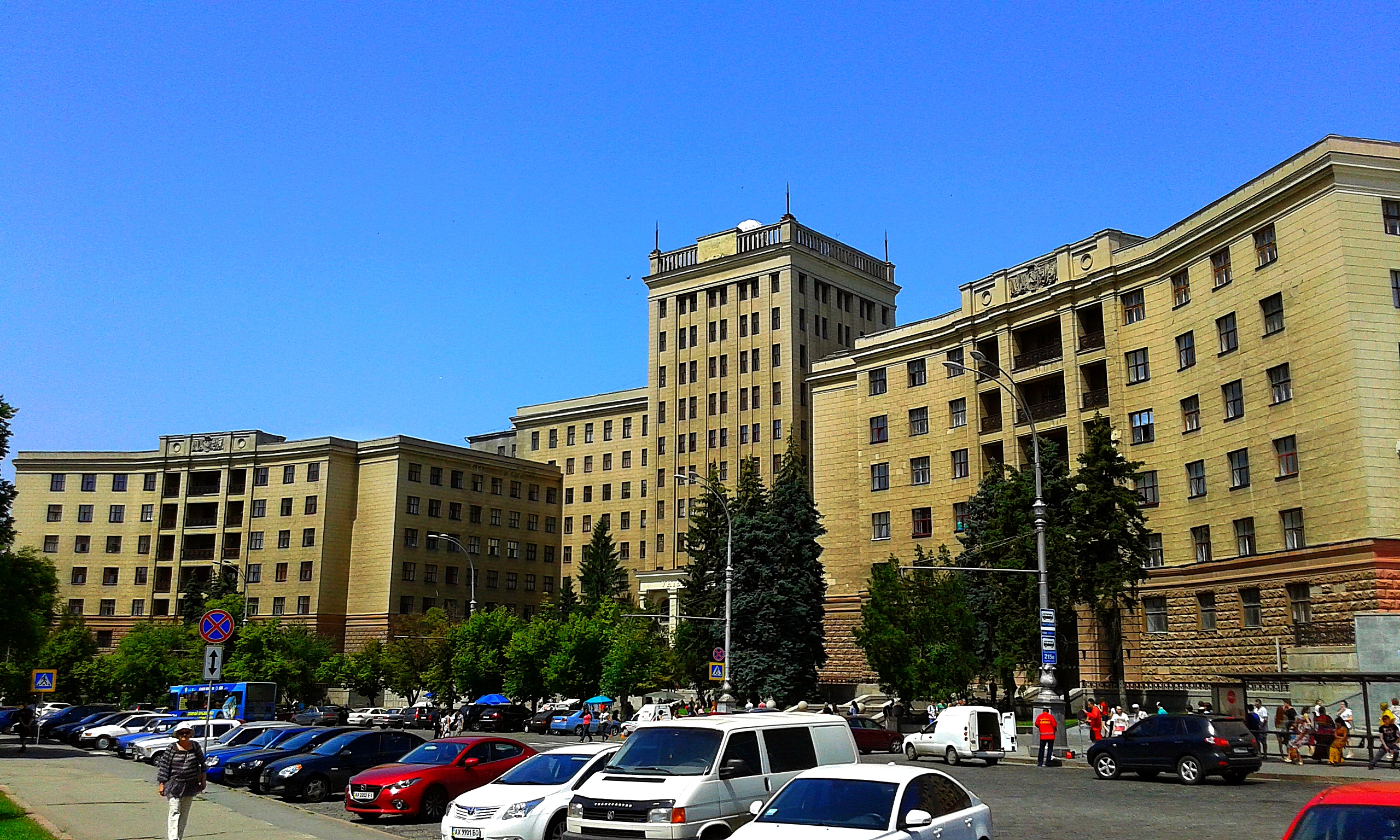
Північний корпус університету ім. В.Н. Каразіна. пл. Свободи, 7, Харків
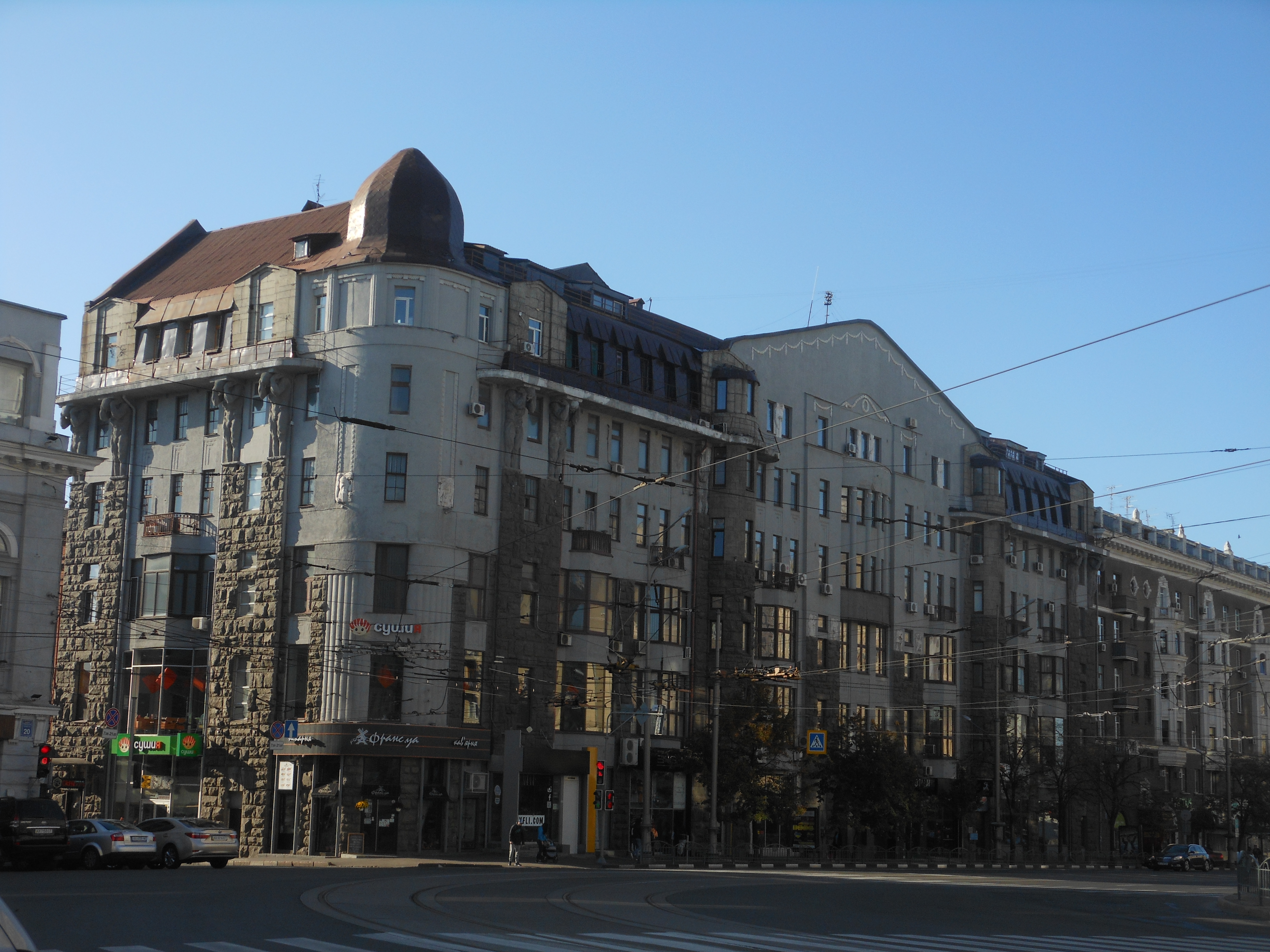
готель Асторія, майдан Павлівський, 10, Харків
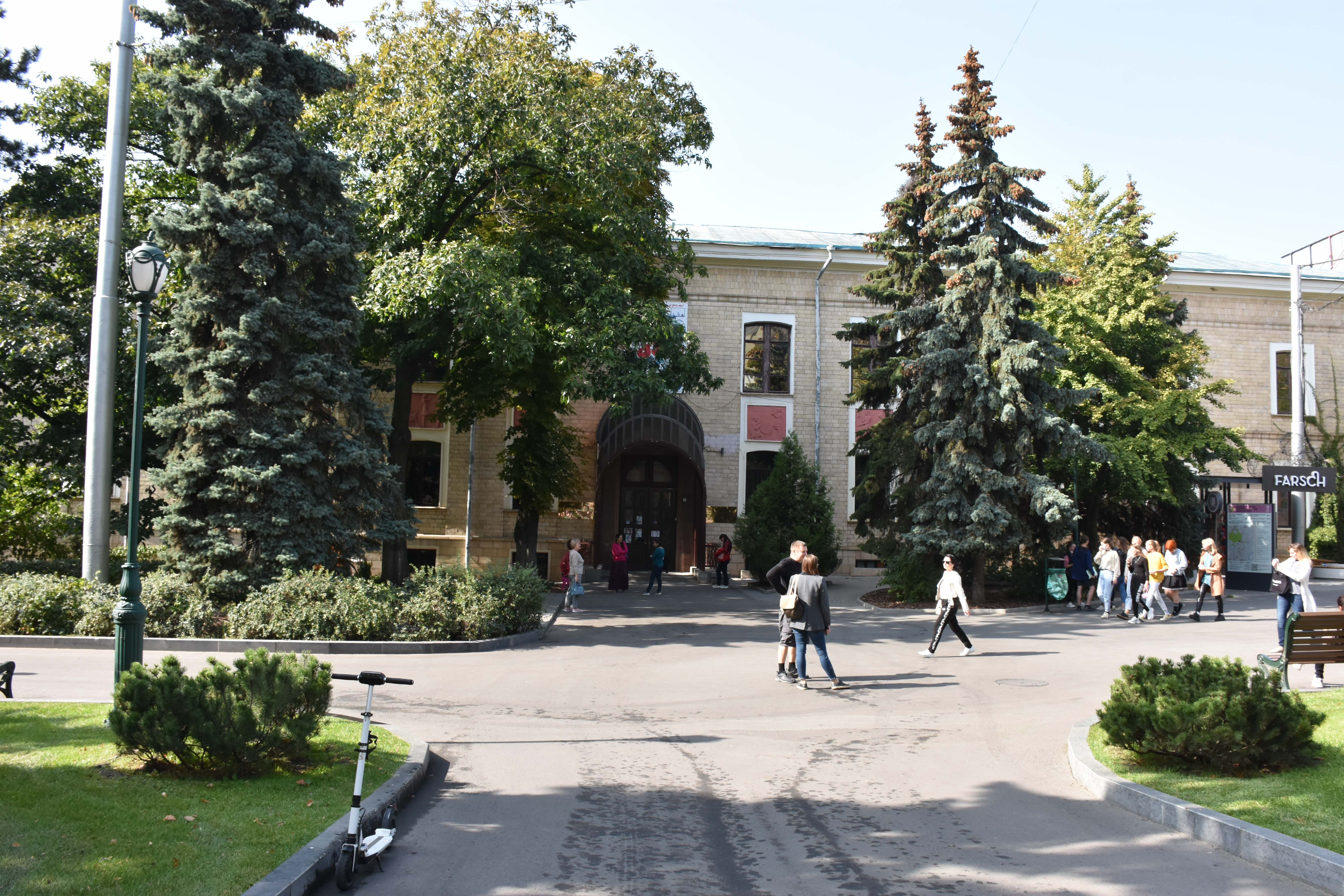
Палац піонерів, вул. Сумська, 37, Харків

## Праці
Шпара П. Е. Техническая эстетика и основы художественного конструирования : учеб. пособие для вузов / П. Е. Шпара. - 2-е изд., перераб. и доп. - Киев : Вища шк., 1984. - 100 с.
Тиц А. А., Шпара П. Е. Харьков: Историко–архитектурный очерк. – К.: Будивельник. – 1983. – 232 с.
Шпара П. Е. Записки архитектора. — Київ : Будівельнык, 1988. — 88 с. — 3000 прим. — ISBN 5-7705-0028-X.